# Rhea Harder-Vennewald
Rhea Harder-Vennewald, née le 27 février 1976 à Berlin-Est, est une actrice allemande de télévision, de cinéma et de théâtre radiophonique, également chanteuse. 

## Carrière
Après avoir obtenu son Abitur en 1995, Harder suit les cours de comédie et d'élocution d'Henriette Gonnermann et Heidelotte Diehl. 
En 1993, elle joue le rôle de Susanne Krüger dans quatre épisodes du soap opera Au rythme de la vie, puis elle incarne durant six ans un des personnages principaux de la série, Florentine « Flo Spira » Spirandelli di Montalban. Par ailleurs, elle devient chanteuse et enregistre 4 titres pour la bande-son d'Au rythme de la vie.
De 2003 à 2005, elle joue le rôle de Sarah dans la série Berlin, Berlin. Enceinte au cours du tournage, elle donne naissance en 2004 à son premier fils, qui jouera le rôle de Ben (le fils de Sarah) dans la série.
De 2005 à 2006, Harder joue dans la nouvelle production Sex and More diffusée sur ProSieben. Depuis 2006, elle incarne la policière Franziska « Franzi » Jung dans la série Notruf Hafenkante de la ZDF. En 2009, elle prête sa voix au rôle de Gabriele « Gaby » Glockner dans la pièce radiophonique TKKG en remplacement de la défunte comédienne Veronika Neugebauer (de).

## Vie familiale
En juin 2013, Harder épouse son compagnon de longue date Jörg Vennewald. Le couple a un fils en 2010 et une fille en 2014 et vit à Hambourg. De plus, Harder a donné naissance à son premier fils en 2004.

## Filmographie (sélection)
- 1994 : Frauenarzt Dr. Markus Merthin
- 1995 : Die Straßen von Berlin
- 1995-1996 : Für alle Fälle Stefanie
- 1995-2002 : Au rythme de la vie (Gute Zeiten, schlechte Zeiten)
- 2000 : Küstenwache – Jetski-Rowdies
- 2000 : Flashback – Mörderische Ferien
- 2001 : Balko – Die Nervensäge
- 2002 : Brigade du crime (SOKO Leipzig – Verliebt in einen Lehrer)
- 2002 : Küstenwache – Skrupellos
- 2002–2003 : Für alle Fälle Stefanie
- 2003–2005 : Berlin, Berlin
- 2005–2006 : Sex and More (Alles außer Sex)
- 2006 : Küstenwache – Verloren in der Tiefe
- depuis 2007 : Notruf Hafenkante
- 2008 : SOKO Wismar – Tödliches Gebräu
- 2011 : Heimatgeschichten – Die neue Apfelsorte
- 2016 : Dora Heldt: Wind aus West mit starken Böen
- 2017 : Bad Cop – kriminell gut – Ich bin Du
- 2019 : SOKO Wismar – Nomen est omen

## Théâtre radiophonique
- 2009 : Die drei ??? (ép. 132) : Felicia Sparing
- 2009 : TKKG (ép. 166) : Maren
- depuis 2009 : TKKG (à partir de l'ép. 167) : Gaby Glockner
- 2009 : Fünf Freunde (ép. 82-83) : Eva Moser
- 2010 : Fünf Freunde (ép. 87) : secrétaire
- 2010 : Die drei ???: Und der Dreitag : Laury
- 2010 : TKKG: Das Geheimnis um TKKG : Gaby Glockner
- 2012 : Die drei ???: Und die Geisterlampe : Patricia
- 2015 : Die Ferienbande (ép. 8) : Gaby Glockner
- 2018 : TKKG: Ein fast perfektes Weihnachtsmenü : Gaby Glockner

## Discographie
- 1997 : Gute Zeiten, schlechte Zeiten – Vol. 10: Party Alarm (I Do (Fan-Mix))
- 1997 : Gute Zeiten, schlechte Zeiten: Merry Christmas To You (Merry Christmas To You, Last Christmas, Jingle Bells, Heute Abend, O Du Fröhliche et O Tannenbaum enregistrés tant que GZSZ All Stars)
- 1998 : Gute Zeiten, schlechte Zeiten: I Love You (All You Need Is Love et Our Time Has Come enregistrés en tant que GZSZ All Stars)
- 2001 : Gute Zeiten, schlechte Zeiten: Unter Sternen – Musik & Tips für 12 Sternzeichen